# Шарл Бодлер
Шарл Пиер Бодлер (на френски: Charles Pierre Baudelaire) е френски поет, критик и преводач, една от най-влиятелните и противоречиви фигури във френския културен живот на 19 век.

## Биография
Шарл Бодлер е роден през 1821 г. в Париж в семейството на висш държавен чиновник. Баща му умира през 1827 и майка му се жени повторно за офицер, работил по-късно като посланик в различни страни. Бодлер получава образованието си в Лион (1831 – 1836) и Париж (1836 – 1839).
През следващите години Бодлер води нередовен живот, като се смята, че по това време се разболява от сифилис. За да го вкарат в правия път, настойниците му го изпращат на пътешествие до Индия. След завръщането си в Париж Бодлер е вече пълнолетен, но продължава екстравагантния си живот и, тъй като е заплашен от разорение, семейството му поставя имуществото му под попечителство. През този период той се запознава с мулатката Жана Дювал, връзката с която продължава до края на живота му.
През 1845 и 1846 г. Бодлер публикува критични прегледи на съвременното изкуство, които привличат внимание със смелостта на обявените възгледи. Той взема участие в Революцията от 1848 и за известно време се интересува от политика, но възгледите му преминават през анархизма на Пиер-Жозеф Прудон, историята на „Raison d'Ėtat“ на Джузепе Ферари до ултрамонтанската критика на либерализма на Жозеф дьо Местр.
Междувременно финансовите затруднения на Бодлер се засилват, особено след фалита на неговия приятел и издател Огюст Пуле Маласис през 1861 г. През 1864 заминава за Брюксел, където се надява да продаде правата за своите произведения. През този период, освен пристрастеността си към опиума, той започва и да пие много. През 1866 г. получава удар, вследствие на който е парализиран. Последните две години от живота си прекарва в санаториуми в Брюксел и Париж, където умира през 1867 г.

## Творчество
През 1857 г. Бодлер публикува своята първа и най-известна стихосбирка „Цветя на злото“ („Les fleurs du mal“). Тя е издадена от неговия приятел Огюст Пуле Маласис, който наследява печатница в Алансон. Стихотворенията са високо оценени от малък кръг читатели, но сюжетът им предизвиква недоволството на критиката и широката публика. Основните теми за секса и смъртта са смятани за скандални и книгата се превръща в нарицателно за неблагоприличие. Бодлер, издателят му и печатарят му са съдени за нарушаване на обществения морал. Стихосбирката е преиздадена през 1861 г. със значителни допълнения.
Сред другите произведения на Бодлер са „Малки поеми в проза“ („Petits Poèmes en prose“), поредица критически статии, включени в „Pays, Exposition universelle“, изследвания на творчеството на Гюстав Флобер, Теофил Готие и Оноре дьо Балзак, статии в сборниците „Poètes francais“ и „Les Paradis artificiels: opium et haschisch“.
В средата на 40-те години Бодлер се запознава с произведенията на Едгар Алън По, които му правят силно впечатление. Почти до края на живота си той превежда на френски негови творби.

## Портрети
- Портрет от 1844 г. от Емил Дероа.
- Автопортрет, 1848.
- Шаржов портрет от Надар.
- Автопортрет, 1860.
- Автопортрет.